# アイス・ツイスター
『アイス・ツイスター』（原題: Ice Twisters）は、アメリカ合衆国およびカナダのテレビ映画である。北米ではSyfyで放送された。

## キャスト
※括弧内は日本語吹き替え
- チャーリー - マーク・モーゼス（根本泰彦）
- ジョアン - カミール・サリヴァン（斎藤恵理）
- デイモン - アレックス・ザハラ（志村知幸）
- フランク - ロバート・モロニー（三上哲）
- アシュリー - ルイーザ・ド・オリヴェイラ（松本佳奈）
- エリック - カジ＝エリック・エリクセン（黒澤剛史）
- ゲイリー - ライアン・ケネディ（三苫紘平）
- ノラ - シャーラン・シモンズ（小橋知子）